# 佐敷按司加那志
佐敷按司加那志是琉球國王妃所使用的稱號。
琉球王妃領有佐敷間切這個地頭，故而得名。其中，按司是王族位階稱號之一，至第二尚氏王朝時期，稱為僅次於王子的稱號，王妃、王女等也被稱呼為按司。稱呼女性的場合中習慣上加上敬稱「加那志」，即「某按司加那志」。因此琉球王妃的頭銜為「佐敷按司加那志」。也可以以王妃所住的宮殿，將王妃被稱為佐敷御殿（さしちうどぅん）。
國王薨後，王妃往往被選舉為最高祝女聞得大君，在這種場合下使用「聞得大君加那志」作為敬稱。